# Rudi Feld
Rudi Feld (* 22. Dezember 1896 in Berlin; † 25. März 1994 in Santa Monica, Kalifornien), eigentlich Rudolf Feilchenfeld, war ein deutscher Filmarchitekt und Designer. Er war einer der bekanntesten Architekten der Universum Film AG (Ufa).

## Leben
Feld wurde als Rudolf Simon Adolf Feilchenfeld in Berlin-Kreuzberg, als Sohn des jüdischen Kaufmanns Heinrich Feilchenfeld (1867–1939) und dessen Ehefrau Martha Guttmann (1874–1932) geboren. Dem Vater gehörte eine Buchdruckerei. Feld studierte an der Kunstakademie in Berlin. Zunächst erstellte er Kabarett- und Revueplakate und später Dekorationen für Bühneninszenierungen. Er war Bühnenbildner an den Reinhardt-Bühnen in Berlin.
Nach der Machtergreifung der Nationalsozialisten musste Feld wegen seiner jüdischen Wurzeln Deutschland verlassen und versuchte sich als Nachtclubbesitzer in Palästina.
Sein Bruder, der Schauspieler Fritz Feld, ermöglichte ihm 1937 gemeinsam mit seiner Ehefrau Marga (1902–1968) und dem Vater Heinrich Feld die Emigration in die Vereinigten Staaten von Amerika. Dort arbeitete er in Hollywood am deutschsprachigen Theater El Capitan. Er war u. a. 1939 für Ausstattung und Kostüme der Wilhelm Tell-Inszenierung von Leopold Jessner verantwortlich.

## Filmografie (Auswahl)
- 1920: Das Medaillon der Lady Sington
- 1921: Dämonische Treue
- 1921: Der Leidensweg eines Achtzehnjährigen
- 1921: Der Perlenmacher von Madrid
- 1921: Die Diamentenkonkurrenz
- 1921: Filmbanditen
- 1922: Die fünf Frankfurter
- 1922: Die schwarze Paula
- 1922: Miss Rockefeller filmt
- 1922: Turfpiraten
- 1923: Der Menschenfeind
- 1923: Wilhelm Tell
- 1924: Der Turm des Schweigens
- 1925: Blitzzug der Liebe
- 1925: Herrn Filip Collins Abenteuer
- 1926: Die Fahrt ins Abenteuer
- 1926: Gräfin Plättmamsell
- 1931: Kabarett-Programm Nr. 1
- 1931: Kabarett-Programm Nr. 2
- 1944: Sommerstürme (Summer Storm)
- 1944: Voice in the Wind
- 1945: Bedside Manner
- 1946: Whistle Stop
- 1947: Fun on a Weekend
- 1947: New Orleans
- 1948: Adventures of Gallant Bess
- 1948: Parole, Inc.
- 1948: The Argyle Secrets
- 1948: The Bachelor’s Daughters
- 1948: The Vicious Circle
- 1948: My Dear Secretary
- 1949: Impact
- 1949: Die Todeskurve (The Big Wheel)
- 1950: Dick Tracy (drei TV-Episoden)
- 1950: Guilty of Treason
- 1951: Aufgelesen (Pickup)
- 1951: The Girl on the Bridge
- 1951: The Last Half Hour: The Mayerling Story (TV)
- 1952: Strange Fascination
- 1953: One Girl’s Confession
- 1953: The Body Beautiful
- 1954: The Other Woman
- 1956: Death of a Scoundrel
- 1956: Edge of Hell
- 1956: The Naked Hills
- 1956: Wilde Nacht (The Wild Party)
- 1957: Abwehr greift ein (Five Steps to Danger)
- 1957: Die Höllenhunde des Pazifik (Hellcats of the Navy)
- 1957: Escape from Red Rock
- 1957: From Hell It Came
- 1957: Lizzie
- 1957: Mörderische Falle (Hit and Run)
- 1957: The Abductors
- 1957: Under Fire
- 1960: 12 to the Moon
- 1961: Jagd auf Eichmann (Operation Eichmann)
- 1963: Stadt ohne Sherif (The Gun Hawk)
- 1963: Terrified
- 1969: Big Daddy (gedreht 1965)